# Lockheed P-80 Shooting Star
El Lockheed P-80 Shooting Star va ser el primer avió de caça propulsat amb motor de reacció emprat operativament per les forces aèries dels Estats Units (USAAF). Va ser dissenyat i construït per Lockheed el 1943 en un temps rècord: 143 dies van separar l'inici del disseny de l'entrega del primer prototip. Tot i això només alguns models de pre-producció van entrar en servei en missions limitades a Itàlia abans del final de la Segona Guerra Mundial. El model sí que es va utilitzar àmpliament durant la Guerra de Corea ja amb la denominació F-80. Tot i això el disseny va quedar superat pels nous models amb ala en fletxa com el MiG-15 i va ser substituït ràpidament pel caça F-86 Sabre.

## Especificacions (P-80C/F-80C)

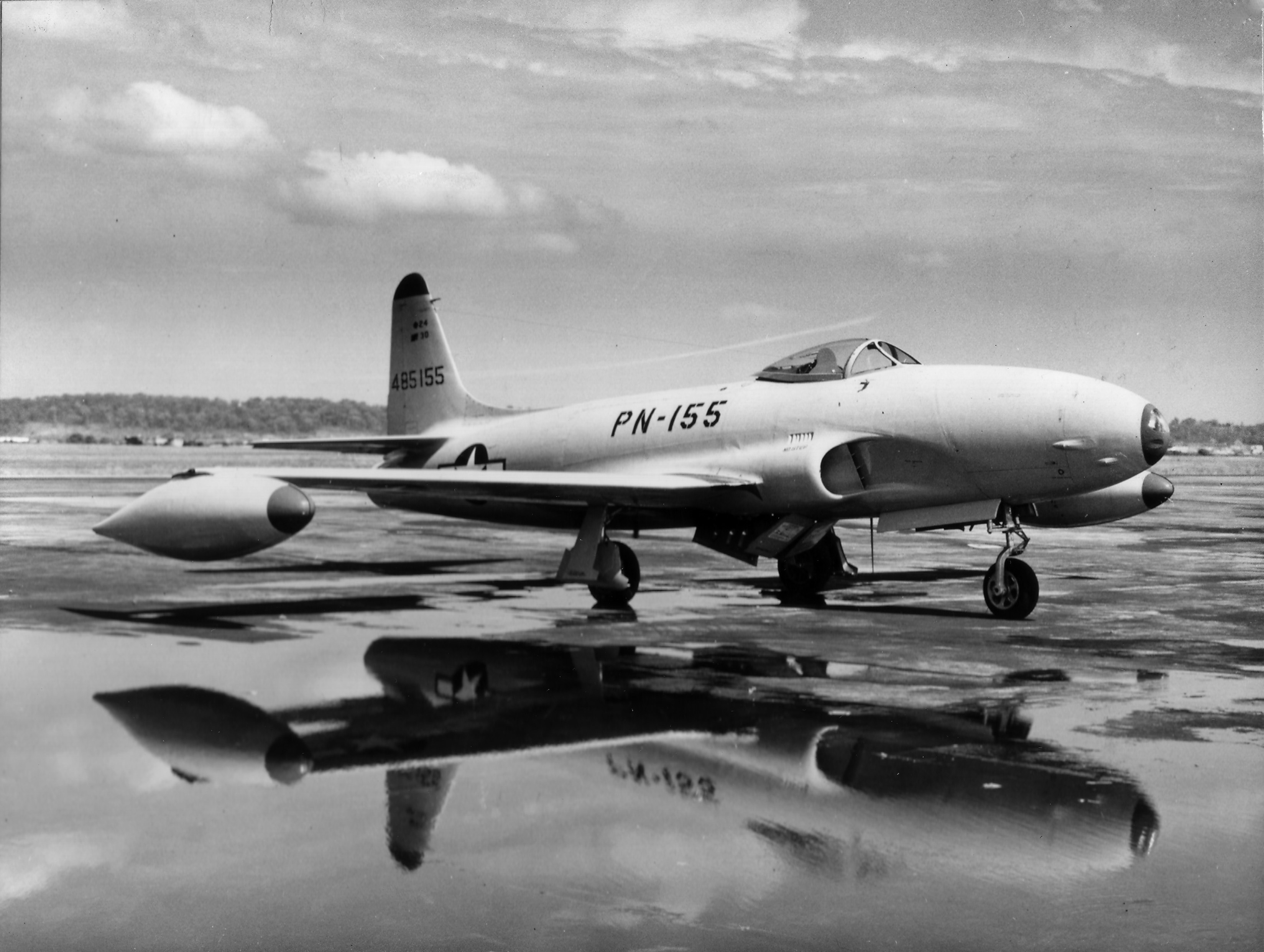
Un P-80A de les primeres sèries de producció.

Dades de Quest for Performance
Característiques generals
- Tripulació: 1
- Longitud: 10,49 m
- Envergadura: 11,81 m
- Alçada: 3,43 m
- Superfície de l'ala 22,07 m²
- Relació d'aspecte: 6,37
- Pes buit: 3.819 kg
- Pes carregat: 5.738 kg
- Pes màxim d'enlairament: 7.646 kg
- Motor: 1× turbojet de compressor centrífug Allison J33-A-35 , 20,46 kN (24,02 kN amb injecció d'aigua)

 Rendiment 
- Velocitat màxima: 965 km/h, Mach 0,76
- Velocitat de creuer: 660 km/h
- Abast: 1.930 km
- Sostre de servei: 46.000 peus (14.000 m)
- Ràtio d'ascens: 23,3 m/s  5,5 min fins a 20.000 peus (6.100 m)
- Càrrega alar: 260 kg/m²
- Impuls/pes: 0,364 (0,427 amb injecció d'aigua)

Armament

- Metralladores: 6 × metralladores de calibre 12,7 mm (300 cartutxos per arma)
- Coets: 8 × coets no guiats de calibre 127 mm
- Bombes: 2 × bombes de 1.000 lliures (454 kg)